# X-405
X-405 – amerykański silnik rakietowy. Był używany w członie Vanguard rakiet Vanguard. Używany w końcu lat 50. Napędzany naftą i ciekłym tlenem.